# Laberintos de pasión
Laberintos de pasión est une telenovela mexicaine diffusée entre le 4 octobre 1999 et le 21 janvier 2000 sur Canal de las Estrellas.

## Synopsis
Quand ils étaient enfants Julieta (Leticia Calderón), Don Gabriel  (César Évora) et Pedro (Francisco Gattorno) frères Montero étaient amis, mais Marissa (Luz María Jerez)
propriétaire de El Castillo père des enfants séparés. Le peintre Don Genaro Montero (Manuel Ojeda), prend soin de la petite Nadia, quand son grand-père meurt.
Ils quittent la région et au fil des années, elle est devenue un brillant médecin. epar la nostalgie, elle décide de revenir au peuple et y pratiquer.
Cristobal Abraham Ramos) accompagne, mais son retour ravive les passions du passé. et renaît en Sofia Montero (Alma Delfina) Tombe Amoureuse Don Gabriel (César Évora), parce qu'il savait que le peintre était le véritable Carmina  (Azela Robinson). Cette haine est partagée par Pedro (Francisco Gattorno), qui a vu une fois Nadia (Monika Sánchez) en train d'embrasser sa mère.
Genaro (Manuel Ojeda) amène à El Castillo sa nièce Nadia (Mónika Sánchez), avec l'idée de résoudre leurs problèmes économiques par la fortune qu'elle a hérité. D'autre part, Julieta (Leticia Calderón) découvre que l'amitié d'enfance avec Pedro est devenu un amour mature.
Mais ils sont séparés par Nadia (Maria Rubio), qui a posé ses yeux sur lui. Julieta (Leticia Calderón), seule et blessée trouve refuge avec Don Gabriel (César Évora), mais lui tombe amoureux d'elle.

## Distribution
- Leticia Calderón - Julieta Valderrama
- César Évora - Don Gabriel Almada
- Francisco Gattorno - Pedro Almada Montero
- Luz Maria Jerez -  Marissa Cervantes
- Manuel Ojeda - Don Genaro Valencia
- Azela Robinson - Carmina Roldán
- Maria Rubio - Doña Ofelia Montero
- Abraham Ramos - Cristóbal Valencia
- Aaron Hernan - Don Lauro Almada
- Pedro Armendáriz Jr. - Padre Mateo Valencia
- Alma Delfina - Dona Sofía Montero
- Tiaré Scanda - Rocío González Pascual
- Eugenio Cobo - Don Arturo Sandoval
- Socorro Bonilla - Matilde Pascual de González
- Silvia Manríquez - Dona Sara Morales de Sandoval
- Roberto Antúnez - Don Miguel Valderrama
- Héctor Sáez - Don Juan González
- Mónika Sánchez - Nadia Guzmán
- Fernando Robles - Don Rosendo Treviño
- Amira Cruzat - Dona Magdalena García
- David Ramos - Diego Sandoval García
- Antonio de la Vega - Benjamín Sandoval Morales
- Nayeli Dainzu - Alejandra Sandoval Morales
- José Antonio Ferral - Ponciano
- Leonor Bonilla - Rebeca Fernández
- Milton Cortés - Don Javier Medina
- Ricardo Vera - Comandante Octavio Mendoza
- Rubén Morales - “Comandante Emiliano Montes
- Yosy - Julieta Valderrama (jeune)
- Raúl Castellanos -  Pedro Almada Montero (jeune)
- Eduardo de la Vega - Cristóbal Valencia (jeune)
- Susana Contreras - Genoveva Camacho
- Elisa Coll - Olivia Rocina
- Linda Mejía - Ana Mary Caixba
- Benjamín Islas - Florencio Zamora

## Prix et nominations
- 2000 : Premios TVyNovelas de la Meilleure telenovela de l'année[1]

## Autres versions
- Corazón que miente (Televisa, 2016)

### Sources
- (es) Cet article est partiellement ou en totalité issu de l’article de Wikipédia en espagnol intitulé « Laberintos de pasión » (voir la liste des auteurs).